# Listă de filme dramatice din anii 1990
Aceasta este o listă de filme dramatice din anii 1990:

## 1990
- 100 Days Before the Command
- Angel at My Table, An
- Cyrano de Bergerac
- Dances with Wolves
- The Godfather Part III
- Ju Dou
- Longtime Companion
- Memories of a River
- Mr. and Mrs. Bridge
- Reise der Hoffnung
- Song of the Exile
- Tilaï
- Vincent and Theo

## 1991
- The Adjuster
- Amantes
- Belle Noiseuse, La
- Boern Natturunnar
- Boyz n the Hood
- Days of Being Wild
- Double Life of Veroni, The
- Europa, Europa
- Fisher King, The
- The Hours and Times
- Hoyat Gwan Tsoi Loi
- My Own Private Idaho
- Raise the Red Lantern
- Rambling Rose
- Regarding Henry
- Return to the Blue Lagoon
- Roja
- Stranger, The
- Together Alone

## 1992
- Bad Lieutenant
- Bridge, The
- Centre Stage
- Coeur en Hiver, Un
- Crying Game, The
- Daens
- Daughters of the Dust
- Glengarry Glen Ross
- Howards End
- Love Field
- Lorenzo's Oil
- Malcolm X
- Player, The
- School Ties
- River Runs Through It, A
- Scene at the Sea, A
- Scent of a Woman
- Urga
- Radio Flyer
- Unforgiven
- Wanking Rights

## 1993
- Actor
- Ad Fundum
- The Age of Innocence
- Blue
- Blue Kite, The
- Bronx Tale, A
- Calendar
- Carlito's Way
- Class to Remember, A
- Farewell My Concubine
- Fearless
- In the Name of the Father
- Menace II Society
- My Favorite Season
- Naked
- Piano, The
- Remains of the Day, The
- Ruby in Paradise
- Scent of Green Papaya
- Schindler's List
- Searching for Bobby Fischer
- Seopyonjae
- Shadowlands
- Short Cuts
- Speak Up! It's So Dark
- What's Eating Gilbert Grape

## 1994
- Above the Rim
- Before the Rain
- Borrowed Life, A
- Chungking Express
- Eden Valley
- Ed Wood
- Exotica
- Fresh
- Forrest Gump
- Heart's Cry, The
- Heavenly Creatures
- I Like You, I Like You Very Much
- Last Supper, The
- Léon
- Little Women
- Once Were Warriors
- Pom Poko
- Postino, Il
- Quiz Show
- Red
- Satantango
- Shawshank Redemption, The
- Threesome
- Strawberry and Chocolate
- Thirty Two Short Films About Glenn Gould
- Through the Olive Trees
- To Live
- Vanya on 42nd Street
- Wild Reeds

## 1995
- 12 Monkeys
- The Addiction
- Apollo 13
- Bombay
- Bridges of Madison County
- Clockers
- Cry, the Beloved Country
- Cérémonie, La
- Cross My Heart and Hope to Die
- Cyclo
- Dead Homiez
- Dead Man Walking
- Fallen Angels
- Good Men, Good Women
- Heat
- Haine, La
- Leaving Las Vegas
- Maborosi
- Nelly & Monsieur Arnaud
- Safe
- Summer Snow
- Total Eclipse
- Whisper of the Heart
- White Balloon

## 1996
- L'Appartement
- Breaking the Waves
- Color of a Brisk and Leaping Day
- Gabbeh
- English Patient
- Floating Life
- Forgotten Silver
- Goodbye South, Goodbye
- Hard Eight
- Kolya
- Lone Star
- Once Upon a Time...When We Were Colored
- Pillow Book
- Ponette
- Portrait of a Lady, The
- Twister
- Prisoner of the Mountains
- Ridicule
- Secrets & Lies
- Shine
- Sleepers
- Single Spark, A
- SLC Punk!
- Sling Blade

## 1997
- 9 millimeter
- Abre los ojos (Open Your Eyes)
- All Over Me
- Apostle, The
- Boxer, The
- Butcher Boy, The
- Buud Yam
- Character
- Dakan (Destiny)
- Eel, The
- Good Will Hunting
- Hana-bi (Fireworks)
- Happy Together
- Heunggong Chaichou
- Hold You Tight
- Titanic
- The Ice Storm
- In the Company of Men
- Kini and Adams
- La Vita è Bella (Life Is Beautiful)
- Lawn Dogs
- Live Flesh
- A Lost Paradise
- Mother and Son
- River, The
- A River Made to Drown In
- Sweet Hereafter, The
- Taste of Cherry
- Under the Lighthouse Dancing

## 1998
- Afrodita, el Jardín de Los Perfumes
- After Life
- Alegria
- Alice and Martin
- American History X
- Apple, The
- Central Station
- Deep Impact
- Dil Se..
- Flowers of Shanghai
- Gods and Monsters
- Happy Birthday
- Harmonists, The
- My Name Is Joe
- Ratcatcher
- Pleasantville
- Red Violin
- Satya
- Saving Private Ryan
- The Silence
- Simple Plan, A

## 1999
- American Beauty
- Beau Travail
- Boys Don't Cry
- Charisma
- Color of Paradise
- The End of the Affair
- Eyes Wide Shut
- Green Mile, The
- Insider, The
- Lies
- Magnolia
- Moonlight Whispers
- October Sky
- Samurai X: Trust & Betrayal
- Slipping-Down Life, A
- Sixth Sense, The
- Straight Story, The
- Virgin Suicides, The
- Wind Will Carry Us, The
- The Book of Stars